# Leica 0
Le Leica 0 (ou Null serie soit "série zéro") est la pré-série destinée à mettre au point la fabrication d'un appareil photographique 24 x 36 tiré du Ur Leica, prototype d'Oskar Barnack et à recueillir l'avis de divers testeurs. La quasi totalité des trente et un exemplaires produits a été démontée après avoir les tests. En 1977 le 103 était la propriété d'un collectionneur américain, le 104 était au Musée Leica de Wetzlar, le 109 à l'Eastman museum de Rochester.

## Histoire
En 1924, Ernst Leitz II, à la recherche d'une possibilité de diversification pour sa fabrique de Microscopes pense à l'appareil Ur Leica de Barnack qu'il a utilisé lors d'un voyage aux États-Unis. Il fait fabriquer une série de trente et un appareils connus sous le nom de Leica 0 (numérotés de 100 à 130) et les confie à divers utilisateurs pour recueillir leurs avis qui sont globalement négatifs. Il consulte aussi ses administrateurs et proches collaborateurs qui sont également peu convaincus. Une fois ces consultations effectuées, il tranche et décide la fabrication en série.

## Technique
L'appareil est déjà très proche de ce que seront les appareils de série, la plus grosse différence étant l'obturateur qui, comme sur les versions précédentes, démasque toujours le film à l'armement obligeant à mettre le cache objectif en place à chaque fois.
Selon les appareils, le viseur peut être constitué d'un cadre et d'un œilleton ou d'un  viseur de Galilée fixé sur le capot. L'objectif est un Anastigmat Leitz de 50 mm de focale ouvrant à 1:3.5.
Les appareils une fois testés sont démontés et seuls de rares exemplaires subsistent, battant des records à chaque vente aux enchères,.